# 창란젓
창란젓(표준어: 창난젓)은 명태의 창자를 소금와 고추가루, 물엿에 절여 담근 젓이다.

## 같이 보기
- 명란젓
- 오징어젓